# Belagerung von Maastricht (1676)
Solebay – Erste Schooneveld – Zweite Schooneveld – Maastricht – Texel – Bonn – Sinsheim – Seneffe – Enzheim – Türkheim – Sasbach – Konzer Brücke – Stromboli – Augusta – Palermo – Philippsburg – Maastricht – Valenciennes – Tobago – Cassel – Kokersberg –  Freiburg – Ypern – Rheinfelden – Saint-Denis
Die Belagerung von Maastricht wurde von den Truppen von Wilhelm III. von Oranien durchgeführt, um die Stadt von den Franzosen zurückzuerobern, die sie seit 1673 besetzt hielten. Sie dauerte vom 6. Juli 1676 bis zum 27. August 1676 und endete mit der Niederlage der Angreifer.

## Hintergründe
Maastricht war eine wichtige Riegelstellung an der Maas und war von den Franzosen bei der Belagerung von 1673 eingenommen worden. Der Gouverneur der Stadt, der Maréchal d’Estrades, war häufig abwesend und überließ das Kommando in dieser Zeit seinem Vertreter, François de Calvo. Dieser übertrug Verstärkungsarbeiten an den Festungsanlagen dem Militäringenieur Thomas de Choisy, der nach Plänen von Sébastien Le Prestre de Vauban arbeitete und die Situation zur Verteidigung der Stadt erheblich verbesserte.
Im Jahre 1674 wurde der Friede von Westminster zwischen den Vereinigten Niederlanden und dem Königreich Großbritannien unterschrieben, in dessen Konsequenz Frankreich sich plötzlich in einer isolierten Lage wiedersah. Es sah sich gezwungen, mit Ausnahme von Maastricht die Niederlande zu räumen.
Die alliierten Kräfte konzentrierten sich jetzt auf den Marsch nach Paris, wurden dann aber in der Schlacht bei Seneffe durch Louis II. de Bourbon, prince de Condé, aufgehalten. Der Sieg war jedoch für beide Seiten teuer, weswegen sich auch König Louis XIV genötigt sah, eine Besichtigung der Befestigungsanlagen von Maastricht durchzuführen, was einer Hebung der Moral der Besatzung dienen sollte.
Zu Beginn des Jahres 1676 entschied sich Wilhelm III. von Oranien, die französische Präsenz in Maastricht zu beenden. Das wurde von Carlos de Gurrea, Herzog de Villahermosa und Gouverneur der Spanischen Niederlande, unterstützt, der hoffte, dadurch eine französische Belagerung von Aire abzuwenden, einer der beiden letzten spanischen Festungen im Artois.
François de Calvo erkannte die immense Bedeutung von Maastricht für Wilhelm III. von Oranien und ordnete unverzüglich an, alles, was an Futter und Verpflegung im Umkreis der Festung zu finden war, zu requirieren.

## Die Belagerung
Die Armee von Wilhelm III. von Oranien bestand aus insgesamt 25.000 Mann, hauptsächlich Niederländer und Spanier, dazu einem englischen Regiment unter dem Kommando von John Fenwick und einer Abteilung aus der Mark Brandenburg. Am 6. Juli 1676 waren die Alliierten vor der Festung angekommen. De Calvo bemerkte zu seinen Offizieren:

« Messieurs, je n’entends rien à la défense d’une place ; tout ce que je sais, c’est que je ne veux pas me rendre. »

„Meine Herren, ich verstehe nichts von der Verteidigung eines Platzes, ich weiß nur, dass ich mich nicht ergeben will.“

In Anbetracht der nicht aussichtslosen Situation von de Calvo entschied sich Louis XIV, Maastricht nicht sofort zu entsetzen, da er wusste, dass die Stadt die Belagerung überstehen konnte, während die Armee des Maréchal d’Humières die Stadt Aire eroberte.
Die Stadt Maastricht war seit dem 7. Juli 1676 von den Alliierten eingeschlossen. Sobald sich die Belagerer installiert hatten, befahl der Prinz von Oranien am 18. Juli 1676 die „Eröffnung der Gräben“ (also den Bau der Annäherungsgräben). Die französische Armee von Marschall Frederick-Armand de Schomberg verhinderte inzwischen, dass Villahermosa den Maréchal d’Humières zum Abbruch der Belagerung von Aire zwingen konnte.
Zunächst konzentrierten sich die Gräben auf eines der Tore der Stadt, aber der Angriff erfolgte schließlich im nordwestlichen Teil der Festung in der Nähe von Boschpoort, wo er mehr Erfolg versprach. Im Süden wechselte die Bastion „Dauphin“ während der ersten Augusttage mehrmals den Besitzer. Die Kämpfe waren blutig, tausend Männer starben, da auch unterirdische Minen eingesetzt wurden, um die Angreifer abzuwehren. Die Alliierten griffen jetzt auch das Hornwerk la Reine näher am Flussufer an, konnten aber überall abgewiesen werden. Der Generalleutnant Karl Florentin zu Salm wurde bei einem Angriff tödlich verwundet.
Die von dem im spanischen Dienst stehenden Militäringenieur Jean-Charles de Landas, Comte de Louvigny, durchgeführten Entlastungsangriffe in den Vororten von Wyck scheiterten. Die Alliierten behielten ihr Hauptangriffsziel südwestlich der Stadt im Stadtteil Sint-Pieter zwischen der Jeker und der Maas. Die französischen Verteidiger dieser Zone litten durch das herrschende Hochwasser, konnten aber ihre Stellungen behaupten.
Inzwischen fiel Aire am 31. Juli 1676 in die Hände der Franzosen, wodurch sich der Maréchal d’Humières jetzt in der Lage sah, Villahermosa in Schach zu halten. Als Wilhelm III. von Oranien dies erfuhr, intensivierte er seine Bemühungen, weil er wusste, dass die frei gewordene Armee von Schomberg Calvo zu Hilfe kommen würde. Am 6. August 1676 verließ Schomberg die Region Aire und marschierte nach Maastricht ab. Am 12. August 1676 nahmen die Alliierten einen Teil des gedeckten Weges der Umwallung ein.
Schomberg kam inzwischen in Tongern unweit von Maastricht an, am 26. August ließ er Calvo über seine Ankunft informieren. Jetzt im Zugzwang, führte der Prinz von Oranien einen letzten Angriff aus, wurde jedoch von Calvo zurückgeschlagen. Daraufhin mussten die Alliierten die Belagerung aufgeben.
Maastricht blieb bis zum Frieden von Nimwegen 1678 französisch, und als Belohnung der unerschrockenen Verteidigung der Stadt wurde Francis de Calvo vom König zum Lieutenant général des armées ernannt.